# Merkuriusbrunnen

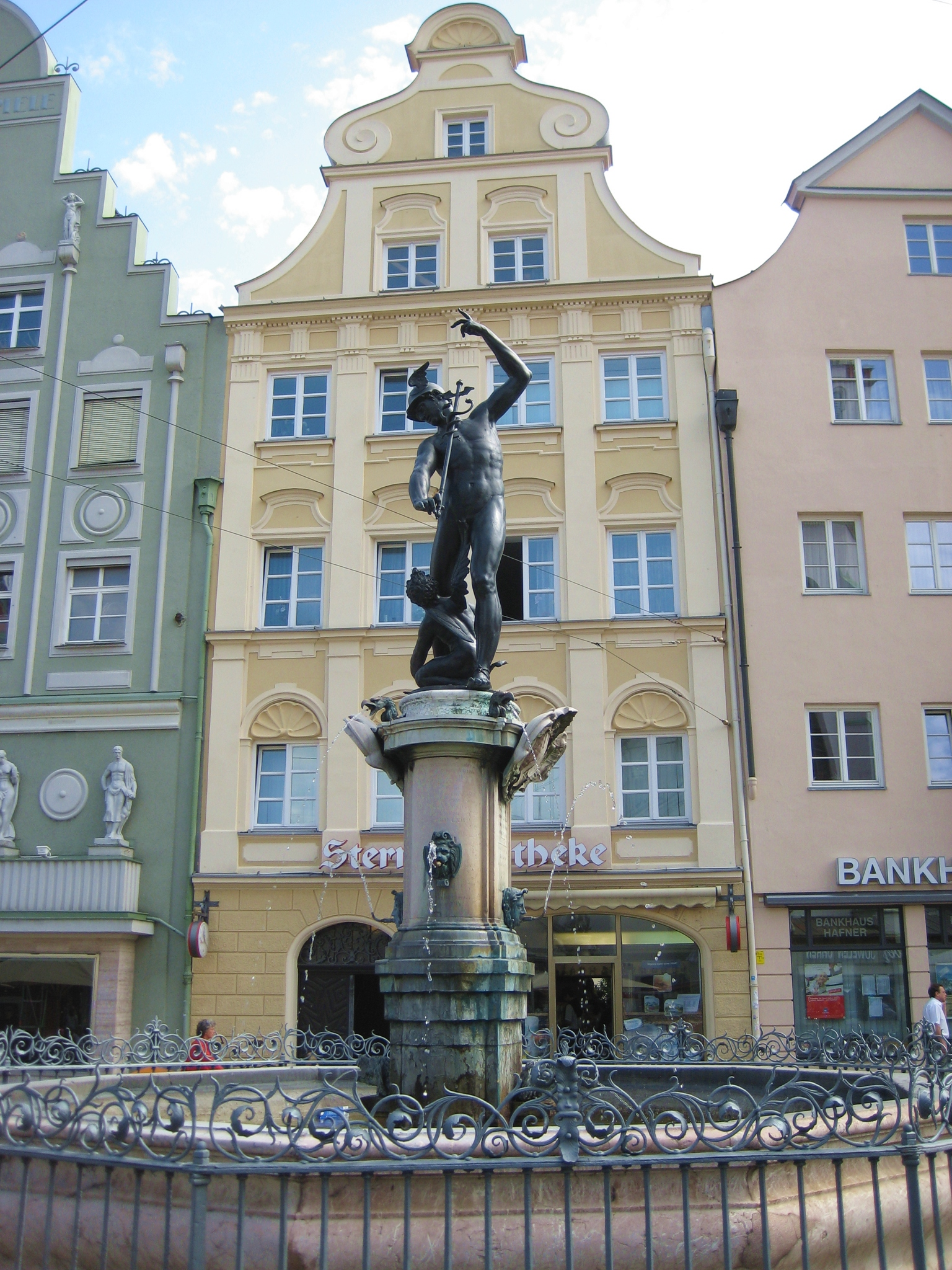
Merkuriusbrunnen i Augsburg

Merkuriusbrunnen av Adriaen de Vries är en fontän i Augsburg i Tyskland.
Merkuriusbrunnen är en av tre praktbrunnar från 1500-talet i Augsburg, vid sidan av Augustusbrunnen av nederländaren Hubert Gerhard och Herkulesbrunnen av Adriaen de Fries. Den gjordes 1596-99 och placerades vid Sankt Moritzkyrkan på Maximilianstrasse.
Originalen till bronsskulpturerna förvaras numera på innergården till Maximilianmuseum i Augsburg.

## Skulpturens delar

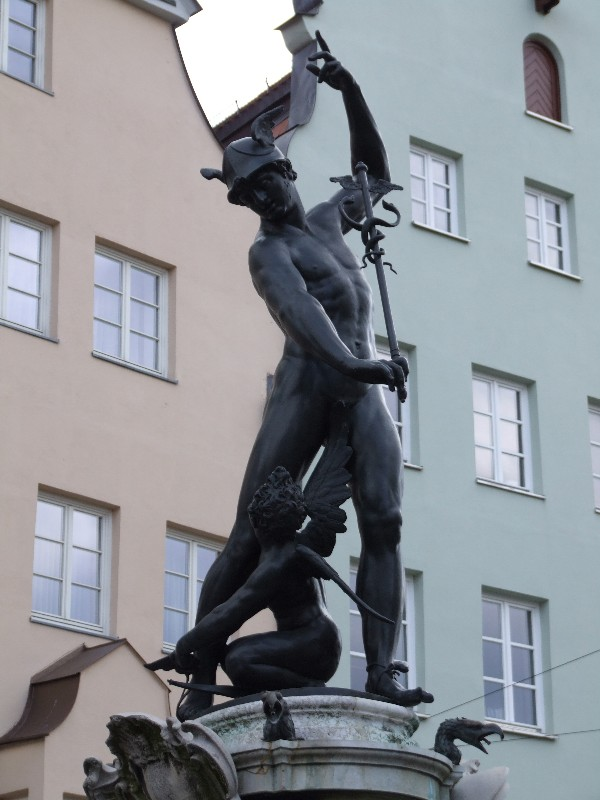
Merkurius med Amor
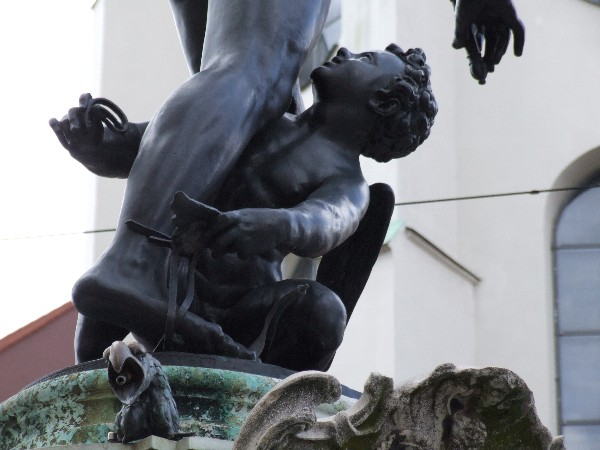
Amorin som knyter Merkurius bevingade sandal
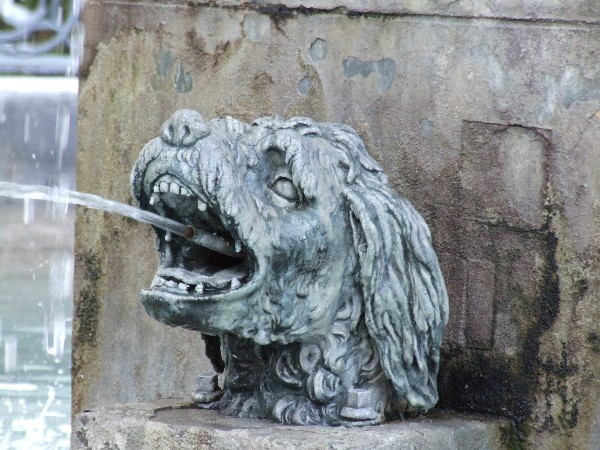
ett av två hundhuvuden
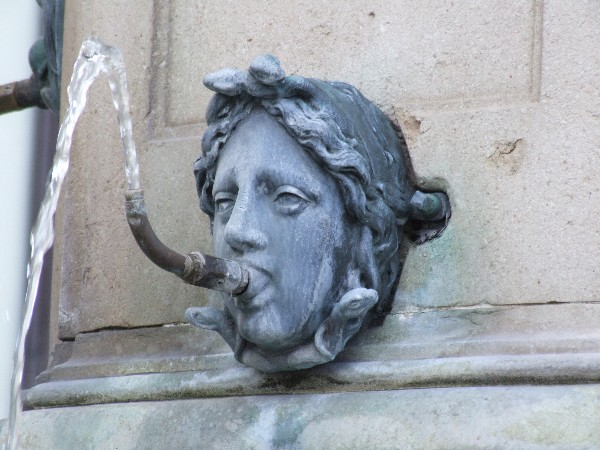
ett av två Medusahuvuden